# 로흐코프절
| 석탄기                   | 미시시피기 | 투르네절   | 이후        |
| 데본기                   | 후기       | 파멘절     | 359.2–372.2 |
| 데본기                   | 후기       | 프랜절     | 372.2–382.7 |
| 데본기                   | 중기       | 지베절     | 382.7–387.7 |
| 데본기                   | 중기       | 아이펠절   | 387.7–393.3 |
| 데본기                   | 전기       | 엠스절     | 393.3–407.6 |
| 데본기                   | 전기       | 프라하절   | 407.6–410.8 |
| 데본기                   | 전기       | 로흐코프절 | 410.8–419.2 |
| 실루리아기               | 프리돌리세 | 프리돌리세 | 이전        |
| IUGS의 데본기 시대 구분. |            |            |             |

로흐코프절(Lochkovian)은 데본기의 첫 절이다. 체코의 마을인 로흐코프(현재는 프라하의 일부)에서 왔다.